# Marcellaz-Albanais
Marcellaz-Albanais é uma comuna francesa na região administrativa de Auvérnia-Ródano-Alpes, no departamento da Alta Saboia. Estende-se por uma área de 14.54 km². Em 2010 a comuna tinha 1 987 habitantes (densidade: 136,7 hab./km²).